# Лидертсвиль
Лидертсвиль (нем. Liedertswil) — коммуна в Швейцарии, в кантоне Базель-Ланд.
Входит в состав округа Вальденбург. Население составляет 154 человека (на 31 декабря 2007 года). Официальный код — 2890.